# Лео Кален
Лео Кален (енгл. Leo Cullen; 9. јануар 1978) бивши је ирски рагбиста. Каријеру је започео у Ленстеру 1998. Након 7 година проведених у Ленстер, 2 године играо је за најтрофејнији енглески рагби клуб Лестер, а после се вратио у Ленстер. Као капитен предводио је Ленстер до 3 титуле првака Европе (2009, 2011, 2012). Са Ленстером је 4 пута освајао келтску лигу (2001, 2008, 2013, 2014), а са Лестером је 2007. освојио титулу првака Енглеске. Маја 2014. изјавио је да престаје да игра рагби, али наставиће да ради као тренер скрама у ирском гиганту Ленстеру. Прошао је све млађе селекције Ирске, а сениорску је једном чак предводио и као капитен.